# Richard-Wagner-Straße 5 (München)
| Eigentümer des Hauses Nr. 5 |                                           |
| 1900–1902                   | Heinrich Nöbauer, Schankwirt              |
| 1903–1909                   | Adolf Brougier                            |
| 1910–1921                   | Theodor Geist, Großhändler                |
| 1922–1926                   | Farbenfabriken, Leverkusen                |
| 1927–1955                   | I.G. Farbenindustrie AG, Frankfurt-Höchst |
| 1956–1998                   | Isar-Amper-Werke AG                       |
| 1999                        | VIAG AG                                   |
| ab 2000                     | E.ON Energie AG                           |

Das Gebäude Richard-Wagner-Straße 5 ist ein Wohnhaus in der bayerischen Landeshauptstadt München.

## Geschichte
Das Haus steht in Nischenlage an der sich hier durch einen Knick platzartig erweiternden Richard-Wagner-Straße. Es wurde im Zuge der planmäßigen Bebauung der Straße durch den von den Besitzern des Areals, der Erbengemeinschaft Bleibinhaus, beauftragten Architekten Leonhard Romeis (1854–1904) errichtet.
Romeis schuf im Jahr 1900 einen fünfgeschossigen Neurenaissancebau. Wie bei anderen Häusern dieser Straße zitierte er bei der Gestaltung frühere Bauepochen, um den Eindruck einer gewachsenen Straße zu erwecken. Der erhöhte vorspringende Treppenturm betont die Nischenlage.
Es ist als Einzeldenkmal in die Bayerische Denkmalliste aufgenommen und konstituierender Teil des Ensembles Richard-Wagner-Straße.